# (162173) Рюгу
(162173) Рюгу (Ryugu) — типичный околоземный астероид из группы Аполлона. Принадлежит к тёмному спектральному классу C и имеет вытянутую орбиту, из-за чего в процессе своего движения вокруг Солнца пересекает не только орбиту Марса, но и Земли.

## Открытие и исследования
Астероид был открыт 10 мая 1999 года в рамках проекта LINEAR в обсерватории Сокорро (США) и получил временное обозначение 1999 JU3. В октябре 2015 года астероид получил официальное название — Рюгу (яп. リュウグウ Ryūgū).
Название взято из японской сказки о рыбаке Урасима Таро, который посетил волшебный подводный замок-дворец Рюгу-дзё — резиденцию властителя морской стихии дракона Рюдзина. Оттуда рыбак привёз домой таинственную бумажную коробочку, подаренную ему дочерью морского правителя. При выборе названия для астероида сочли, что сюжет сказки перекликается с задачей зонда «Хаябуса-2» по доставке с астероида на Землю образца грунта, состав которого неизвестен.
Астероид выбран в качестве цели для посещения японской межпланетной станцией «Хаябуса-2» с целью посадки и взятия образца грунта. Диаметр астероида оценивается в 0,92 км, что почти в два раза больше, чем у астероида (25143) Итокава, который в 2005 году был посещён предшественником данной миссии, зондом «Хаябуса». Запуск зонда «Хаябуса-2» состоялся 3 декабря 2014 года с космодрома Танэгасима. 7 июля 2018 года зонд достиг астероида.
21 сентября 2018 года совершена первая в истории успешная мягкая посадка модулей-роботов на поверхность астероида. С подпрыгивающих посадочных модулей-роботов Rover-1A и Rover-1B получены первые снимки. Оба модуля находились в контейнере MINERVA II-1. Посадочный модуль MASCOT (разработан Германским авиационно-космическим центром) из контейнера MINERVA II-2 проработал на астероиде более 17 часов. За это время модуль три раза менял своё местоположение, успешно выполнил запланированные исследования состава грунта и свойств астероида и передал данные на орбитальный аппарат. 
Согласно опубликованным в январе 2025 года результатам исследований полученных аппаратом «Хаябуса-2» образцов, в них кроме прочих минералов были обнаружены карбонат натрия, хлориды и сульфат натрия, наличие которых характерно для высококонцентрированного соляного раствора. Это говорит о том, что данный астероид мог быть частью объекта, содержащего солёную щелочную воду при температуре ниже 100 °C, а также указывает на существование солёной воды во внешней части Солнечной системы. 
Летом 2025 года учёные при помощи просвечивающего электронного микроскопа случайно обнаружили в одном из зёрен астероида джерфишерит, который обычно формируется при высоких температурах и встречается в метеоритах из внутренней области Солнечной системы. Возможны несколько вариантов попадания минерала на Рюгу: во время столкновения с энстатитовыми хондритами, включение в состав родительского тела на этапе его формирования 1,8-2,9 млн лет назад либо возникновение в теле астероида при локальном взаимодействии сульфидов железа и никеля с горячей, щелочной и содержащей калий жидкостью или паром.

## Геология
Основываясь на данных, полученных из искусственного кратера, созданного аппаратом Хаябуса-2, Рюгу является молодым астероидом, возраст которого составляет 8,9 ± 2,5 миллиона лет.
Рюгу, вероятно, сформировался в результате распада более крупного объекта из семейства астероидов (495) Эвлалия или (142) Пулана. Родительское тело Рюгу могло потерять значительные доли воды испарением, вызванным внутренним нагревом радиоактивными элементами. Альтернативное предположение заключается в том, что вода могла испариться во время интенсивной бомбардировки небесного объекта другими телами.
На Рюгу отсутствует магнитное поле, формирование астероида также проходило в среде без сильного магнитного поля. Экваториальный гребень, предположительно, сформировался из-за быстрого вращения, скорость которого могла до 2 раз превосходить её в настоящий момент. Считается, что западная выпуклость астероида является более древней, так как была менее подвержена оползням и прочим изменениям.
Поверхность Рюгу пористая и почти не содержит пыли. Из-за высокой пористости материала большинство астероидов класса С слишком хрупки и сгорают в атмосфере Земли. Измерения радиометром на борту MASCOT, который называется MARA, показали низкую теплопроводность валунов. Поверхность состоит из двух типов пород, распределённых примерно одинаково, наличие которых говорит о том, что Рюгу мог образоваться после столкновения двух объектов, имеющих разный состав.

### Валуны и кратеры
На астероиде имеется 77 кратеров, изменения плотности распределения которых нельзя объяснить случайностью образования. В более низких широтах больше кратеров, чем в более высоких. Также их мало в западной части выпуклости. Эти вариации рассматриваются как свидетельство сложной геологической истории астероида. На поверхности имеется и один искусственный кратер, который был намеренно сформирован орбитальным аппаратом Хаябуса-2 путём выпускания снаряда весом в 2 кг. В искусственном кратере был замечен более тёмный подповерхностный материал.
На Рюгу было обнаружено около 4400 валунов размером более 5 метров. Такое количество валунов объясняется разрушением более крупного родительского тела астероида. Самый большой валун (Otohime Saxum) имеет размер ~ 160 × 120 × 70 м и слишком велик, чтобы его можно было объяснить выбросом из метеоритного кратера.

#### Пробы грунта
Зонды со станции «Хаябуса-2» взяли пробы грунта, которые должны прибыть на Землю в конце 2020 года, приземлившись в Австралии в виде капсул. Два образца были взяты неподалёку друг от друга. Первый из них был отобран  22 февраля 2019 года, и когда станция была близка к поверхности астероида, от «пробоотборника» был выпущен 5-граммовый танталовый снаряд, пойманный станцией. Вторая проба была взята после того, как 5 апреля 2019 года с зонда на поверхность выстрелили двухкилограммовой медной шайбой, которая деформировалась от ускорения, а 11 июля 2019 года из образовавшегося малого кратера был подобран грунт пробоотборником. 
В принципе, с помощью пробоотборника могут быть взяты различные образцы материала: твёрдый материал, который подвергается воздействию, и также газ, включая благородные газы, который улавливается в газонепроницаемую камеру. Когда пробоотборник касается поверхности, зерна размером от 1 мм до 5 мм могут быть также собраны с помощью чисто механического устройства.
В веществе Рюгу нашли все двадцать основных аминокислот, алифатические амины, карбоновые кислоты, ароматические углеводороды и азотсодержащие гетероциклические соединения. Концентрация урацила в образцах A0106 и C0107 составила 7—11 и 21—32 частей на миллиард соответственно, что меньше, чем в образцах метеорита Оргей. Концентрация никотиновой кислоты (витамина В3) составила 49—99 частей на миллиард.
В июле 2023 года группа международных ученых нашла в образцах грунта с астероида Рюгу частицы минералов, которые возникли еще до формирования Солнечной системы – досолнечные зёрна.

## Сближения
| дата             | а. е.    | расстояний до Луны | небесное тело |
| ---------------- | -------- | ------------------ | ------------- |
| 24.11.1985 21:16 | 0,049793 | 19,4               | Земля         |
| 21.12.2033 5:53  | 0,047444 | 18,5               | Земля         |
| 05.12.2076 6:14  | 0,008624 | 3,36               | Луна          |
| 06.12.2076 5:43  | 0,010441 | 4,07               | Земля         |
| 22.12.2163 16:11 | 0,046844 | 18,2               | Земля         |

## Галерея
- Орбита
- Орбита (другой угол)
- Вращение астероида